# کولک، ویکتوریا
کولک (به انگلیسی: Colac) یک شهر در استرالیا است که در ویکتوریا (استرالیا) واقع شده‌است.